# Hnutí Kruh
Hnutí Kruh (zkratka Kruh) je české progresivní politické hnutí, založené 24. července 2025. Hnutí bylo založeno bývalými členy Pirátů, kteří nesouhlasili s politikou Zdeňka Hřiba.

## Vedení
Hnutí Kruh vede předsednictvo, za které jednají vždy dva členové společně. Členové předsednictva jsou:
- Pavla Krausová
- Michaela Nedory
- Marta Martinová
- Klára Kadár

Další tváří hnutí je Jana Koláříková.

## Ideologie
Hnutí je pro participativní demokracii a větší transparenci politiků a zároveň je pro progresivní daň. Hnutí je feministické a podporuje zakotvení práva na interrupci do ústavy.

## Volební výsledky

### Volby do Poslanecké sněmovny
| Rok  | Kraje         | Počet hlasů   | %             | Mandáty       |
| ---- | ------------- | ------------- | ------------- | ------------- |
| 2025 | bude oznámeno | bude oznámeno | bude oznámeno | bude oznámeno |